# Fenomen rycerza Jedi
Fenomen rycerza Jedi – zjawisko socjologiczne w krajach angielskojęzycznych zapoczątkowane w roku 2001 i nieformalny ruch społeczny.
Polegał na podawaniu podczas spisu powszechnego odpowiedzi „Jedi” na pytanie o religię. Rycerze Jedi to postacie z Gwiezdnych wojen, kierujący się pewnym systemem filozoficznym, który może być uznany za religię. Kampania prowadzona była przez pocztę elektroniczną i SMS. Twórcy wychodzili z założenia, że jeśli odpowiednia liczba respondentów poda taką odpowiedź, władze będą zmuszone uznać tę religię. Większość przyznających się do tej „religii” uznała to za zabawę lub też okazanie niechęci dla rządu lub polityki w ogóle.
W Anglii i Walii 390 127 osób, czyli 0,7% respondentów przyznało się do tej „religii”, co dało jej status czwartej co do wielkości religii w kraju.